# Saillé
Saillé est un village français situé sur la commune de Guérande, dans le département de la Loire-Atlantique, en Pays de la Loire.
Il est situé au cœur des marais salants de Guérande dont l'exploitation est jusqu'au XXe siècle la principale activité économique.

## Localisation
Le village de Saillé se situe à environ 3,6 km au sud de la vieille ville de Guérande, près de la route D774 qui mène au Pouliguen et à Batz-sur-mer. Il est édifié sur un îlot rocheux cerné par les marais salants.

## Toponymie
Son nom, suggérant une origine gallo-romaine, est attesté dès 971 : on identifie ce village avec la Villa Saliacum.
La forme bretonne du nom de Saillé est Selak (forme attestée au XXe siècle à Batz-sur-Mer).

## Histoire
La première mention de Saillé provient du cartulaire de l'abbaye Saint-Aubin d'Angers. Le nom de Villa Saliacum (nom probablement d'origine gallo-romaine) apparaît alors dans ce cartulaire à l'occasion d'une donation en 971 de terre aux moines de cette abbaye. Ces derniers s'y installent et fondent un prieuré dès le Xe siècle.
Le 11 septembre 1386, le duc Jean IV de Bretagne épouse en troisièmes noces Jeanne de Navarre, fille de Charles le Mauvais, roi de Navarre, en l'église de Saillé.
Au Moyen Âge, Saillé est une des six frairies de la paroisse de Guérande, avec celles de Quéniquen, Trescalan, Careil, Clis et Congor. En Bretagne, la frairie est un regroupement d'habitants d'un village cimenté par un esprit communautaire. Pour faciliter la vie religieuse lorsque l'église paroissiale est éloignée, comme c'est le cas de la collégiale Saint-Aubin de Guérande, une chapelle est souvent érigée au centre de la frairie.
L'essor commercial du sel et du vin entraîne le développement du village aux XVIIe et XVIIIe siècles. Il est érigé en paroisse en 1841. L'église d'origine, devenue trop vétuste, est détruite en 1892 et reconstruite en 1894 dans un style néo-gothique. Son architecture massive conjugue granite du pays et tuffeau. Le clocher est élevé en 1959.

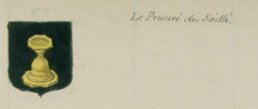
Blason du Prieuré de Saillé - XVIIIe.
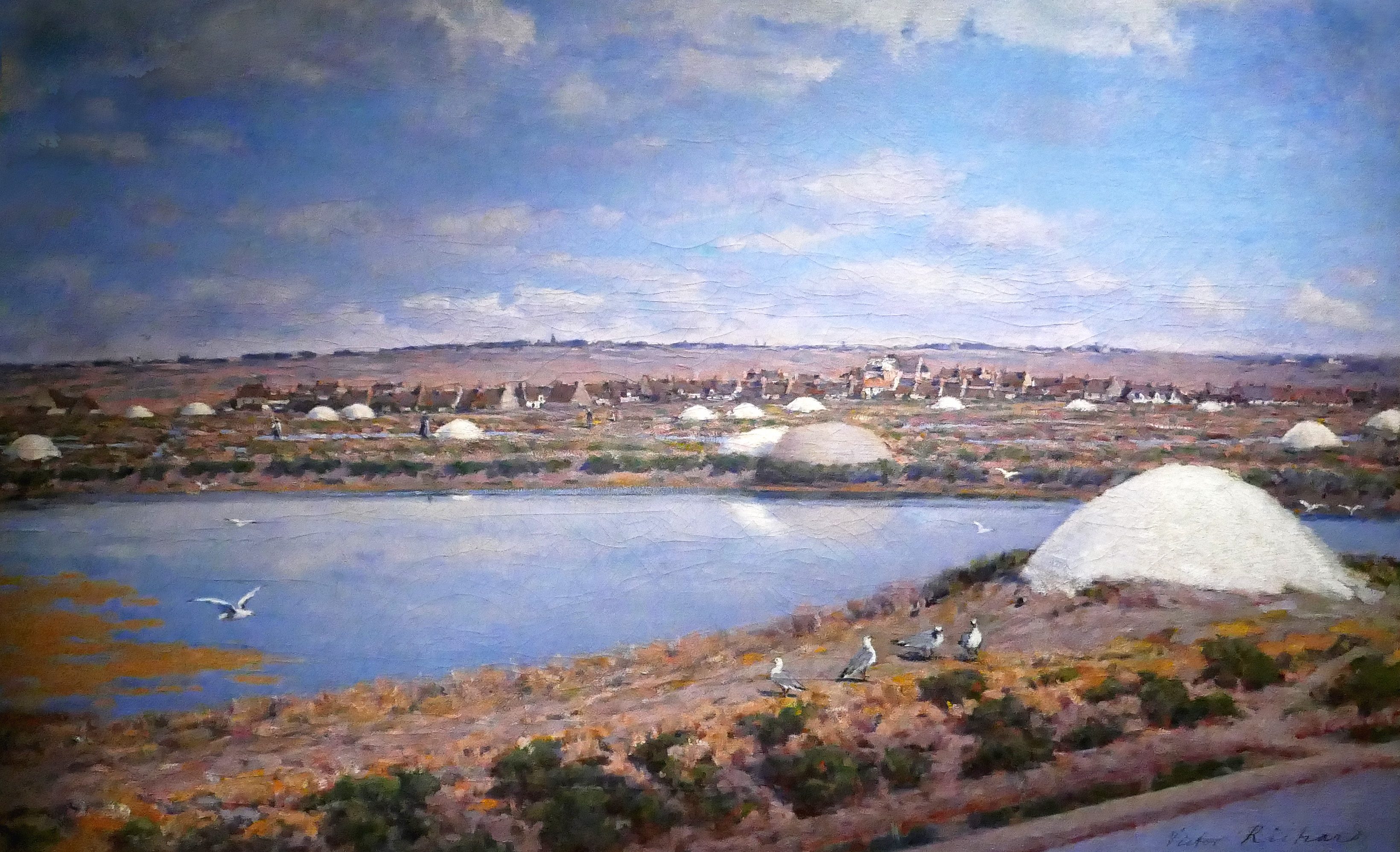
Tableau Le pays du sel, Saillé, par Lucien Victor Richard, vers 1904.

## Patrimoine
Saillé est un village paludier. À ce titre, on trouve des maisons dites paludières, comme dans le village de Clis. Cette architecture traditionnelle se caractérise par plusieurs aspects : façade dissymétrique avec une porte plein cintre, lucarnes en chien-assis avec fronton triangulaire, et crossette saillante en bord de toiture. La plupart d'entre elles datent du XVIIe siècle, marquant le début de l'essor économique du village.
L'ancienne annexe de l'église (Notre-Dame de la Salette, construite en 1855) a été convertie en musée. Elle accueille aujourd'hui la Maison des paludiers, un écomusée consacré à la découverte du Pays et du métier de paludier.

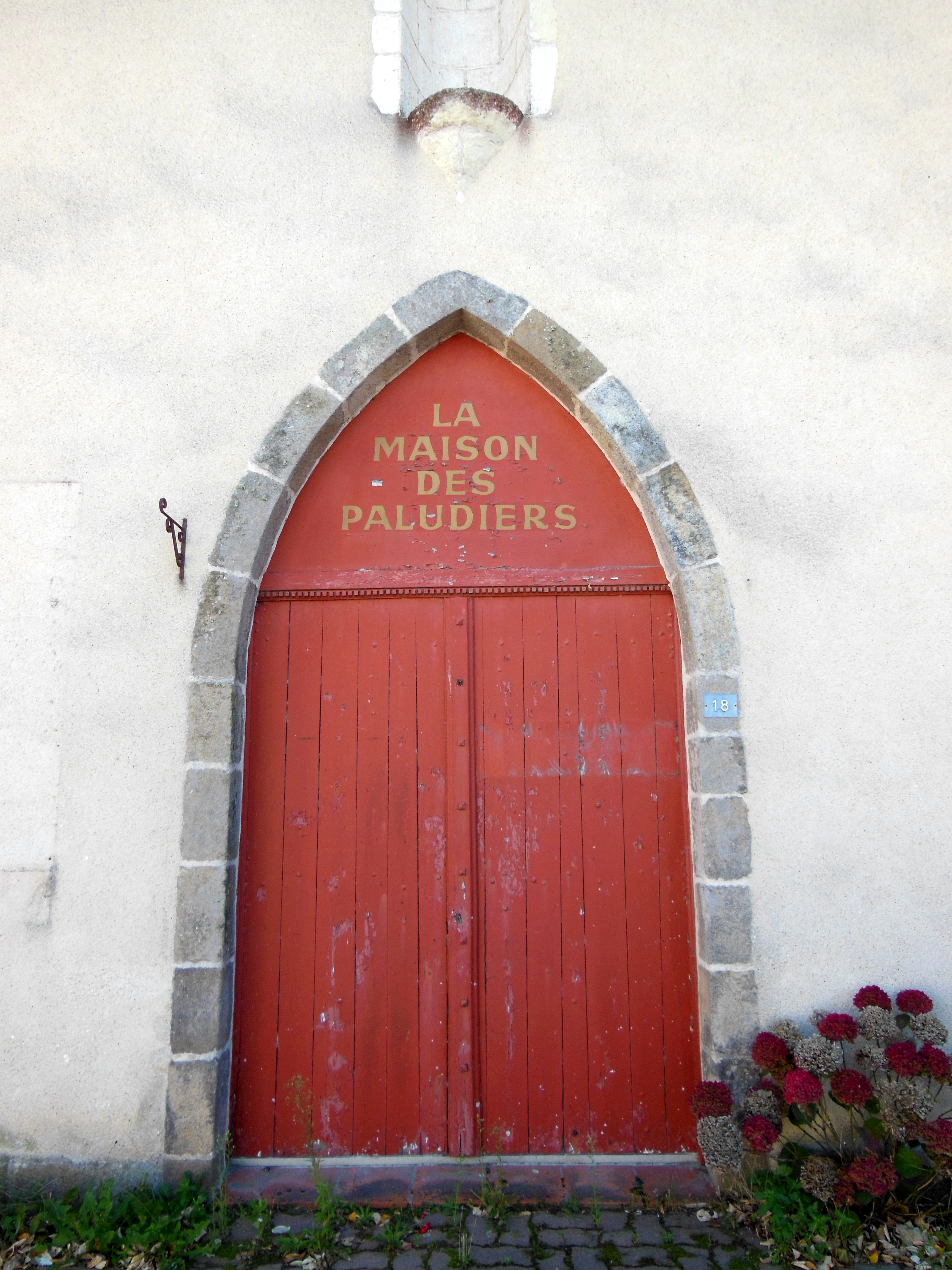
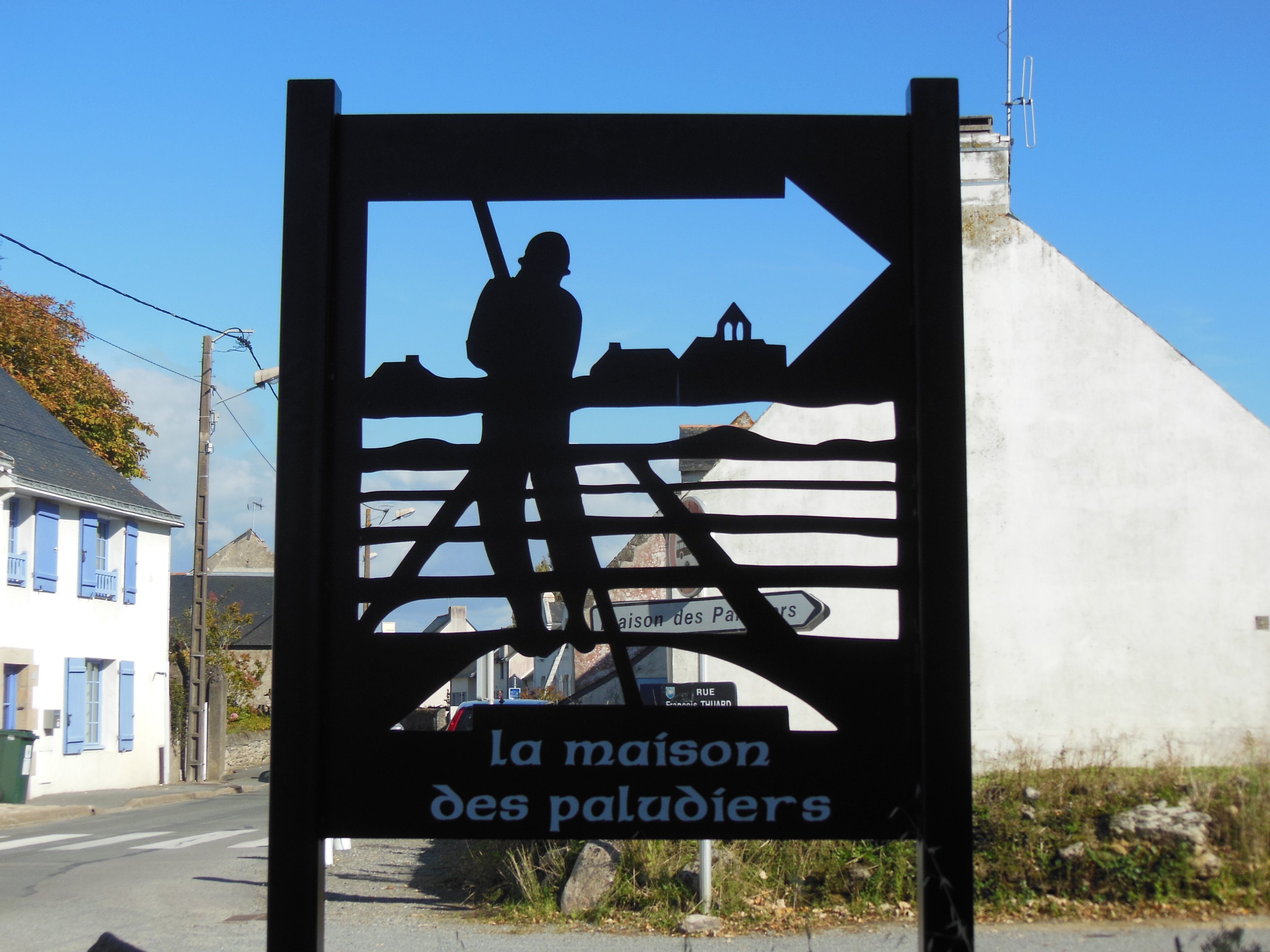
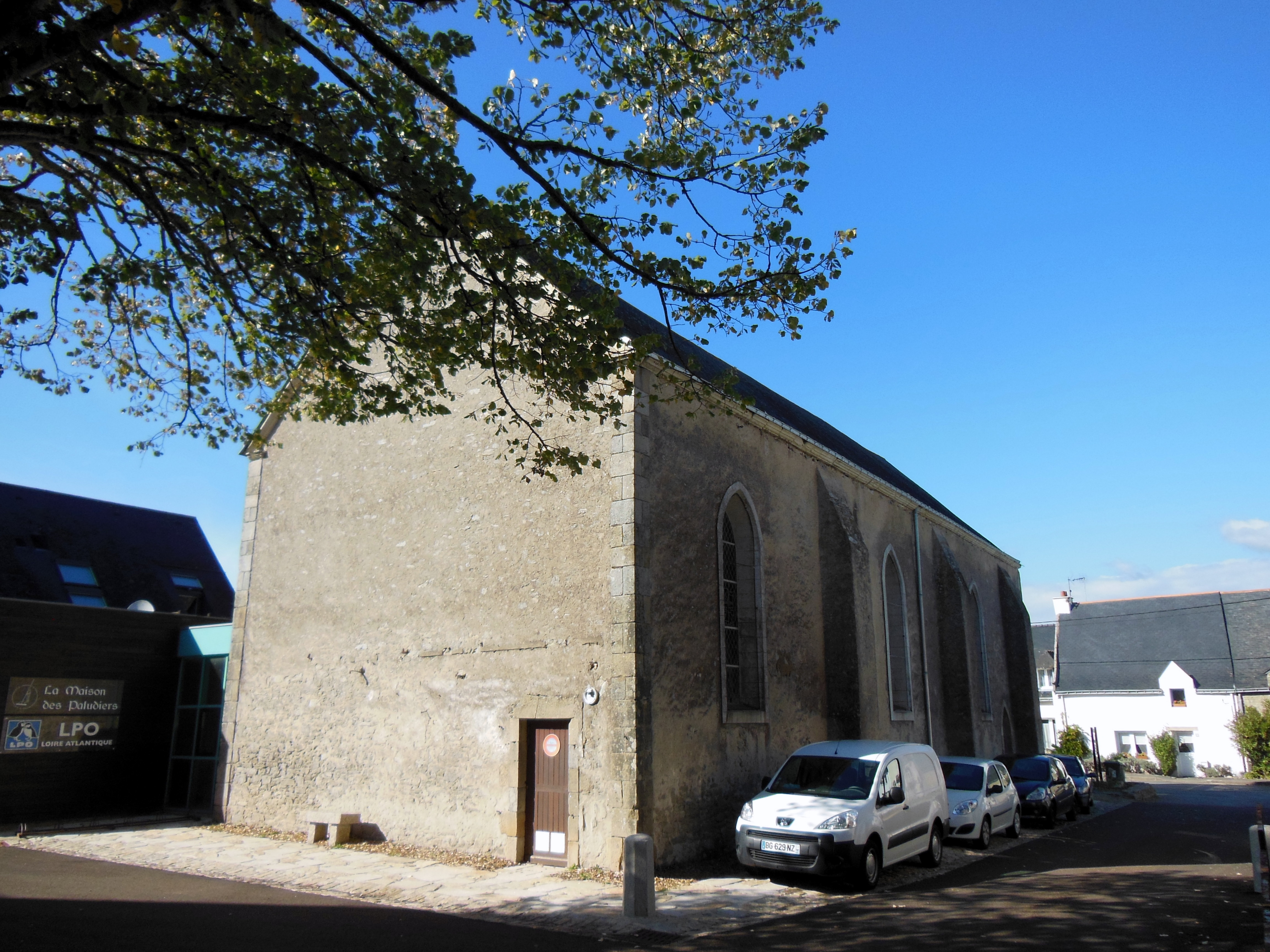

Maison des paludiers
Église Saint-Pierre

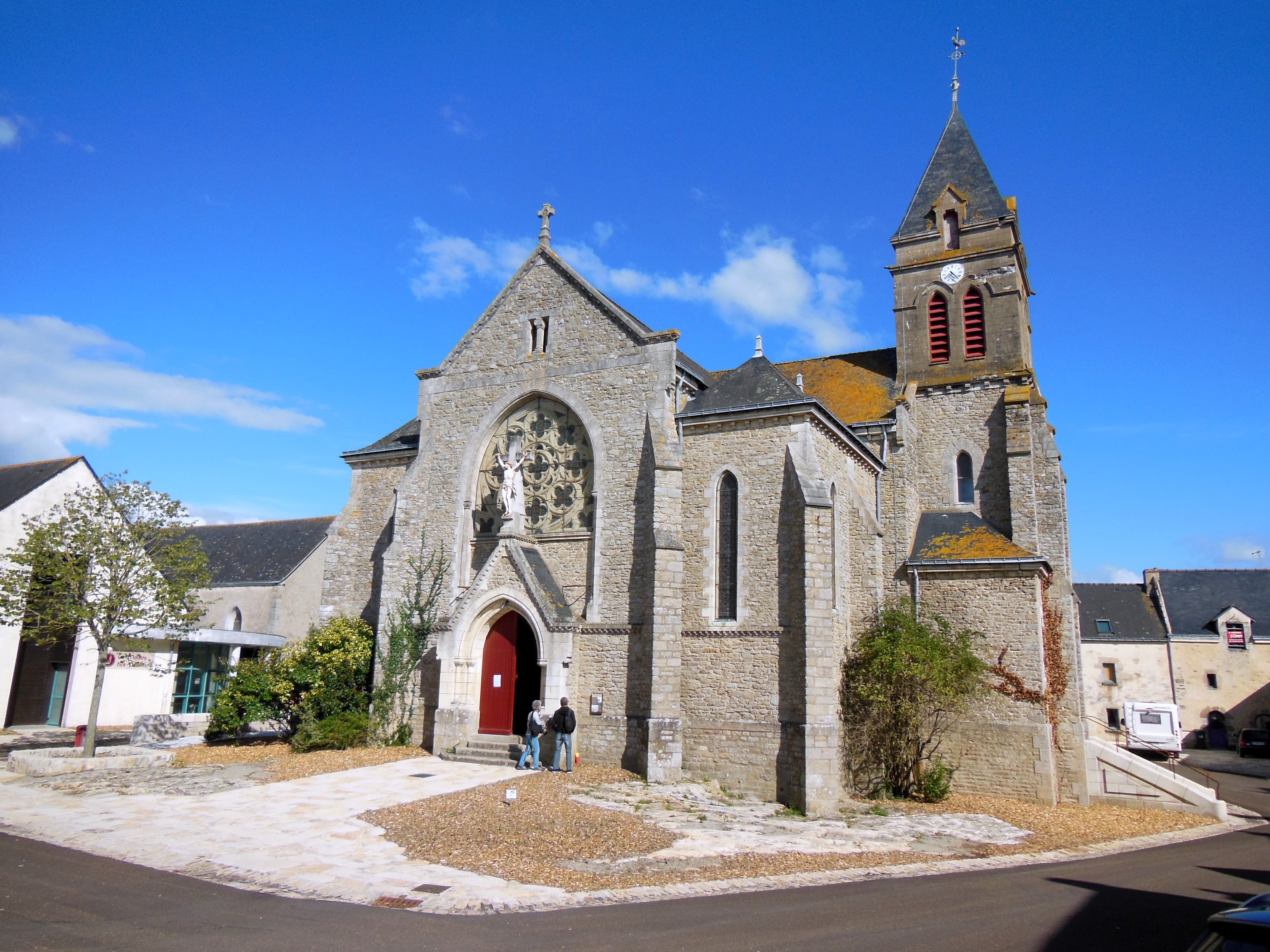
Église Saint-Clair de Saillé
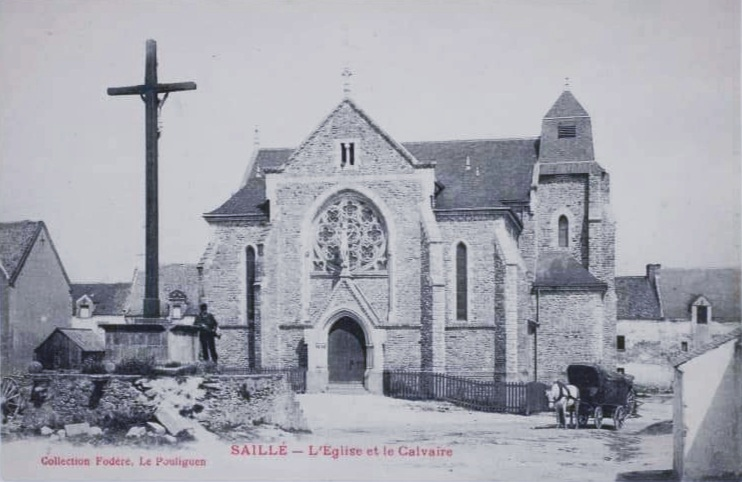
Carte postale ancienne de l'église Saint-Clair.

Moulin de Saillé

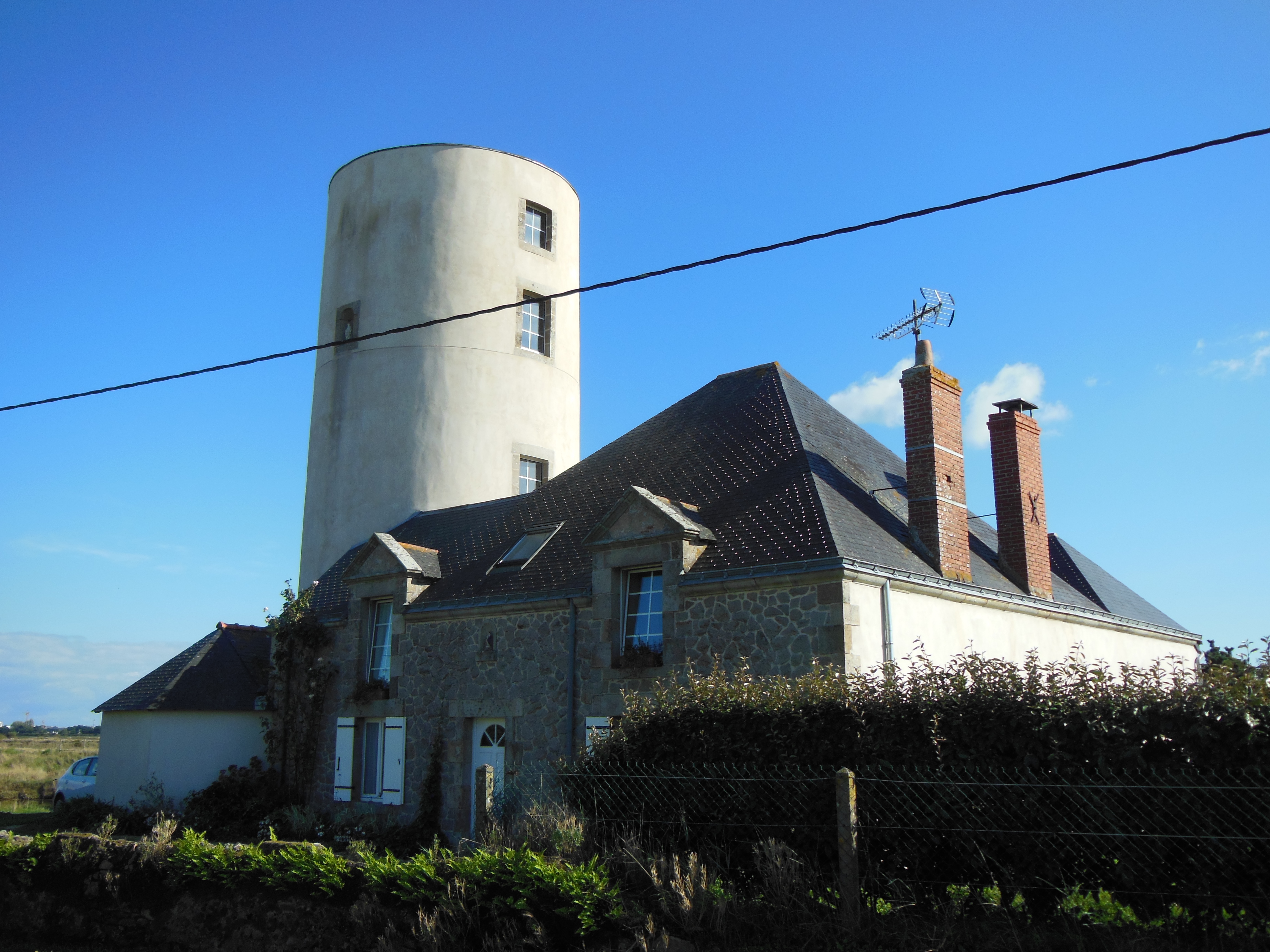
Vestiges de l'ancien moulin à vent
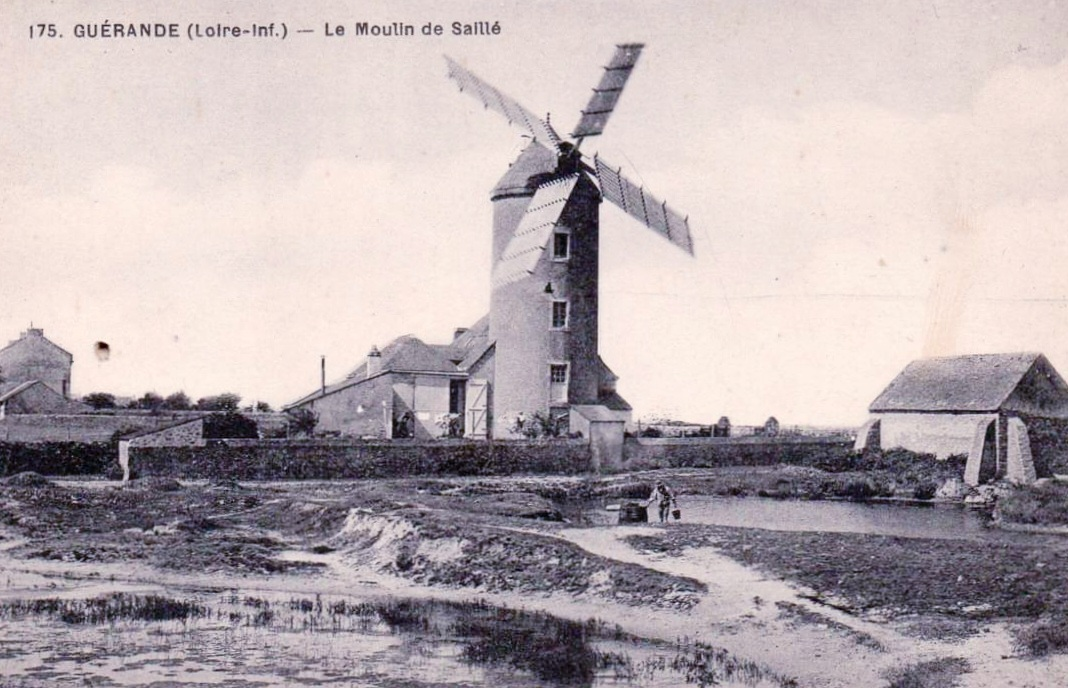
Carte postale du moulin au temps de son exploitation.

Habitations

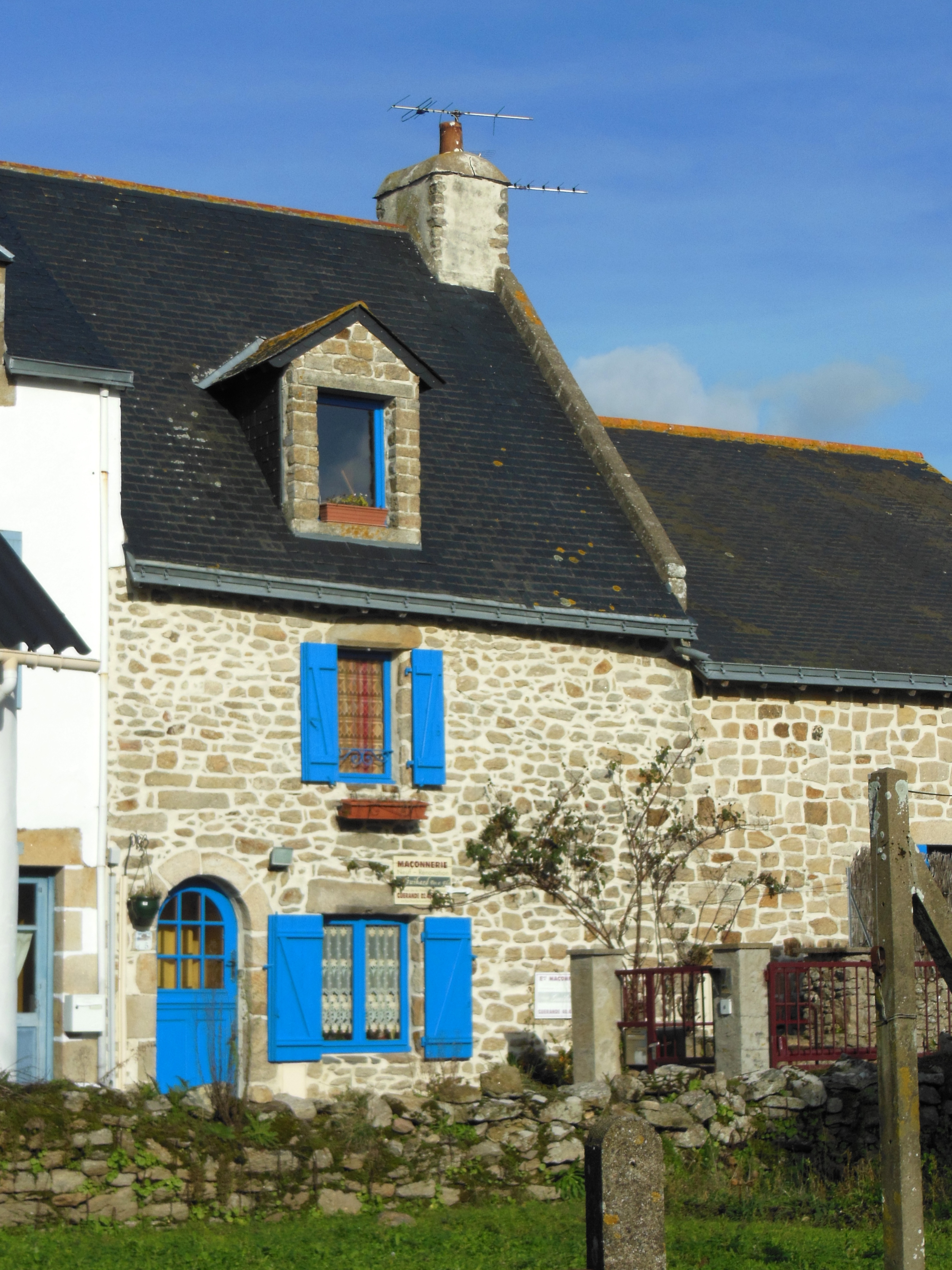
Maison paludière à façade dissymétrique
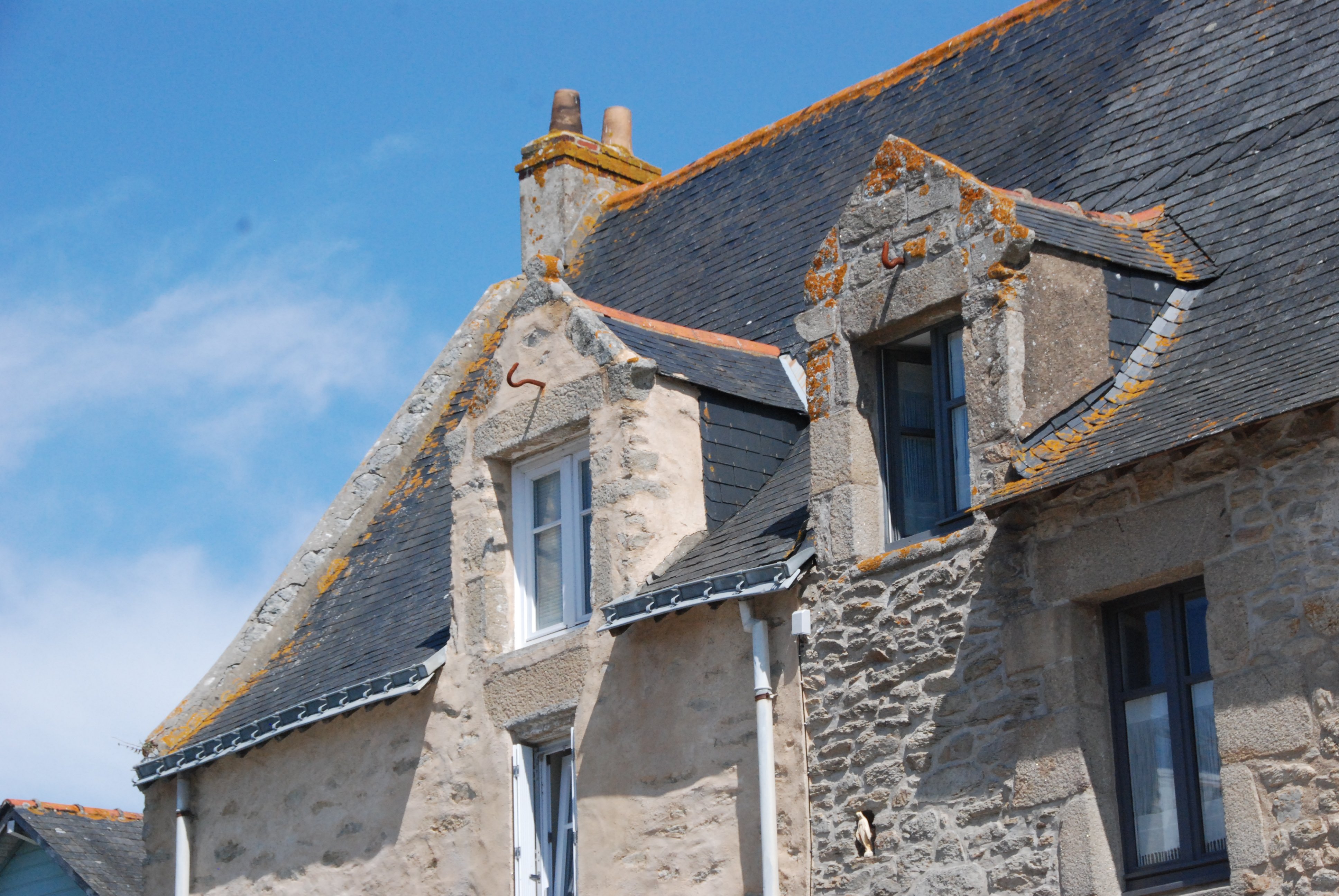
Lucarnes en chien-assis avec fronton triangulaire
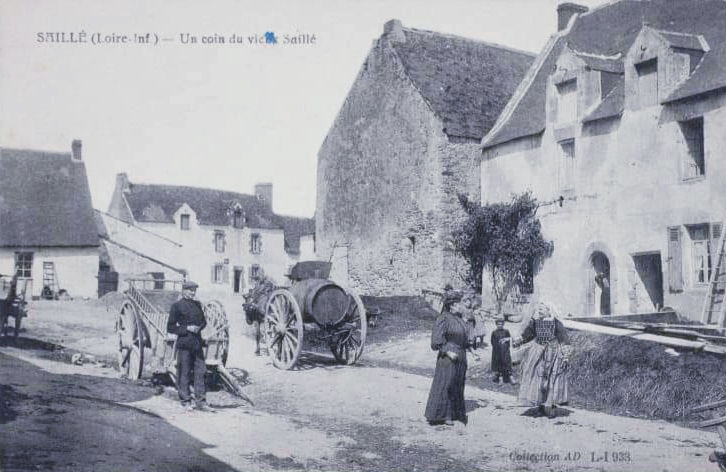
Cartes postales anciennes de Saillé.
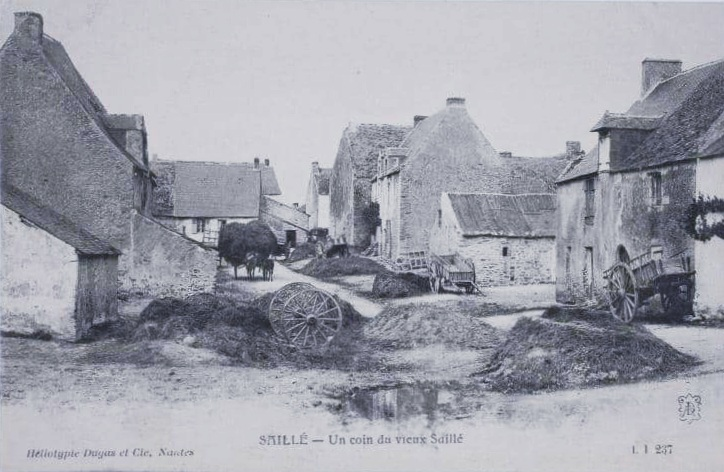

Divers

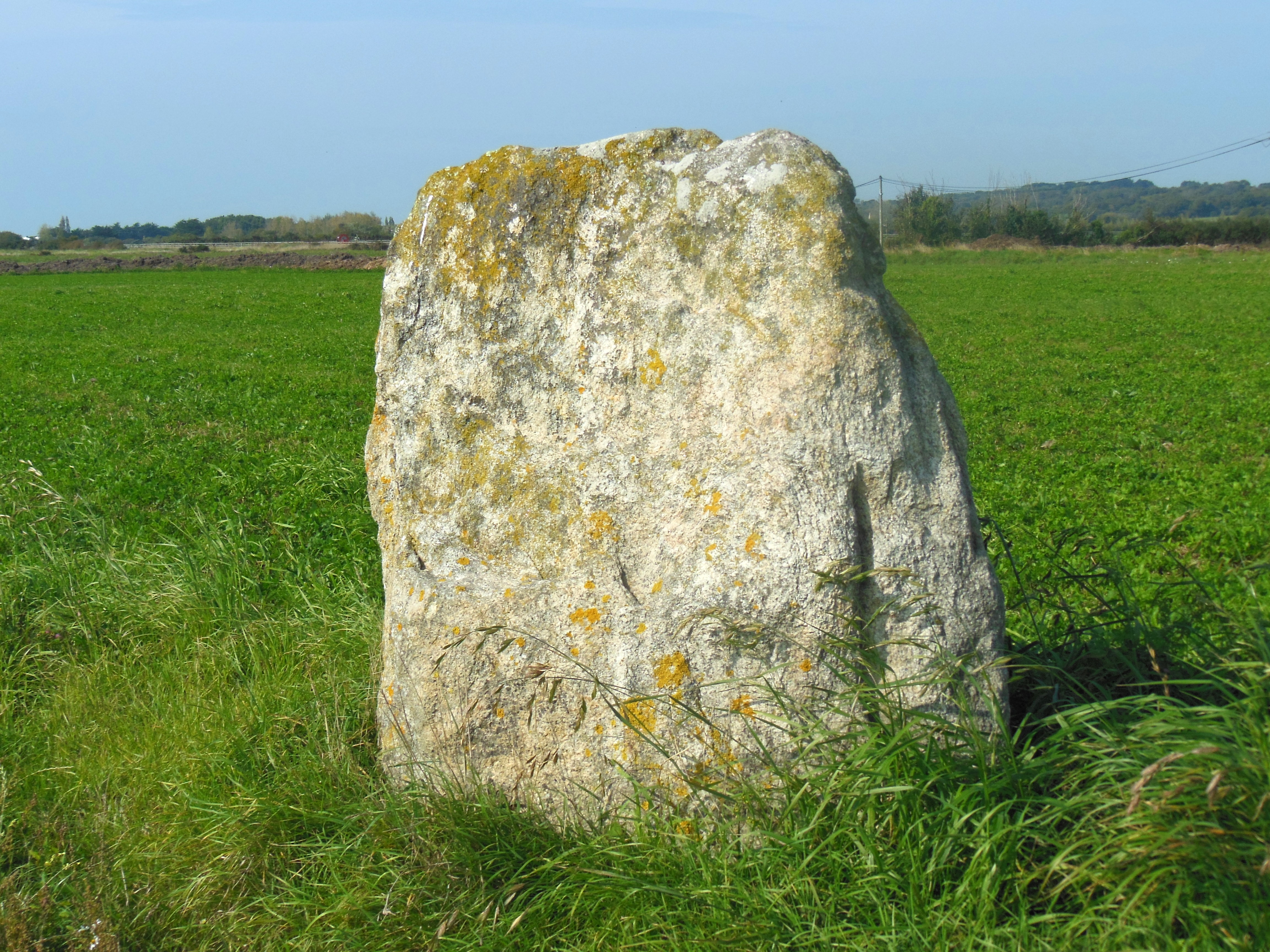
Menhir dit « pierre de Saillé ».
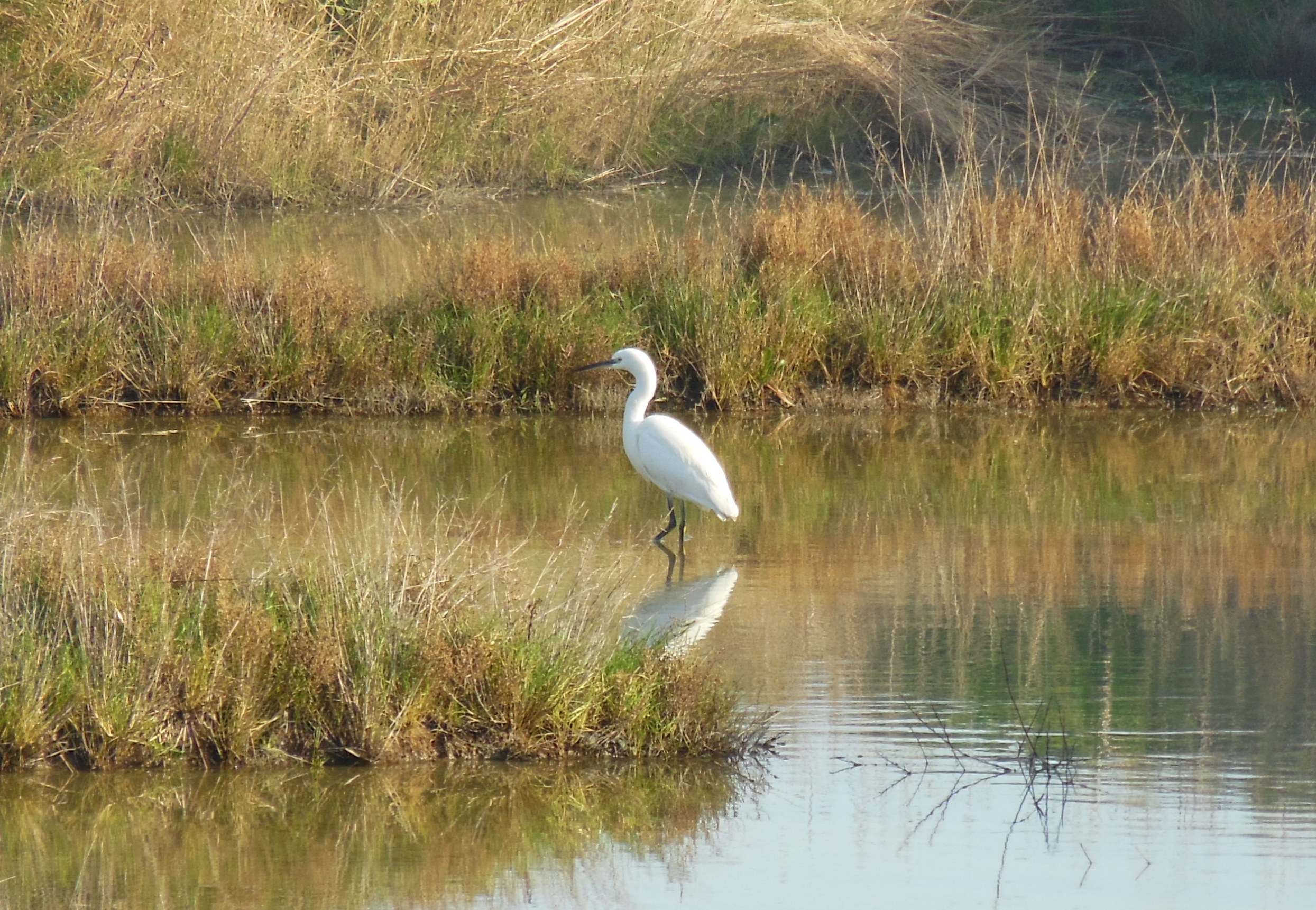
Aigrette garzette dans un marais salant.
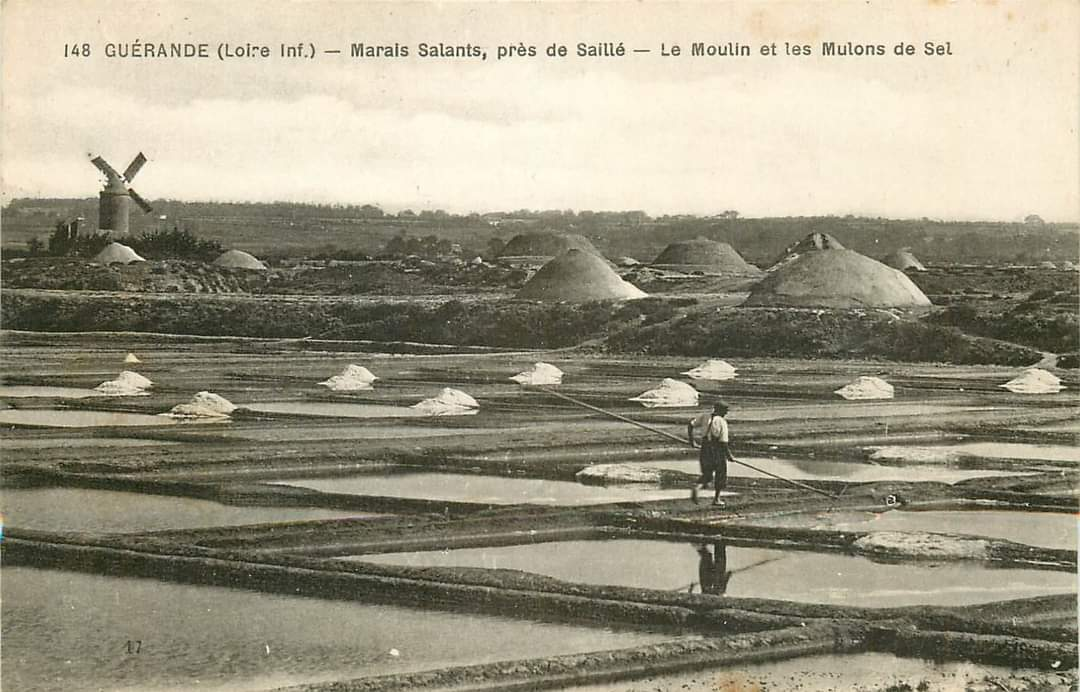
Récolte du sel à Saillé.